# Beyyurdu
Beyyurdu ist ein Dorf im Landkreis Şemdinli der türkischen Provinz Hakkâri. Beyyurdu liegt etwa 129 km südöstlich der Provinzhauptstadt Hakkâri und 21 km westlich von Şemdinli. Beyyurdu hatte laut der letzten Volkszählung 450 Einwohner (Stand Ende Dezember 2010). 
Die Bevölkerung besteht hauptsächlich aus Türken. Beyyurdu, Boğazköy, Uğuraçan und Yaylapınar sind die einzigen vorwiegend von Türken besiedelten Dörfer in der Provinz Hakkâri. Der Name des Dorfes bedeutet Heimat des Beys. Der frühere Name lautete Bedevi.